# این‌اکسایل انترتینمنت
این‌اکسایل انترتینمنت، آی‌ان‌سی. (به انگلیسی: inXile Entertainment, Inc) یک توسعه‌دهنده بازی ویدئویی آمریکایی و یکی از زیرمجموعه‌های اکس‌باکس گیم استودیوز واقع در تاستین، کالیفرنیا می‌باشد.
این‌اکسایل توسط یکی از مؤسسان اینترپلی اینترتینمنت به نام برایان فارگو در ۲۶ آوت ۲۰۰۲ در نیوپورت، کالیفرنیا بنیان‌گذاری شد. بیشتر بازی‌های این استودیو در سبک نقش‌آفرینی می‌باشد.
در سال ۲۰۱۵ این‌اکسایل از «این‌اکسایل نیواورلئان» به عنوان استودیوی دوم خود در نیواورلئان رونمایی کرد. در ژانویه ۲۰۲۱ مقر اصلی این استودیو که در نیوپورت بیچ، کالیفرنیا واقع شده بود، به تاستین، کالیفرنیا منتقل شد.

## بازی‌های توسعه‌یافته
| سال     | عنوان                             | پلتفرم(ها) |
| ------- | --------------------------------- | --- |
| ۲۰۰۴    | داستان شاعر                       | اندروید، بلک‌بری پلی‌بوک، مک‌اواس، آی‌اواس، لینوکس، مایکروسافت ویندوز، اویا، پلی‌استیشن ۲, پلی‌استیشن ۴, پلی‌استیشن ویتا، اکس‌باکس، اکس‌باکس وان، نینتندو سوئیچ |
| ۲۰۰۸    | ابتکار عالی                       | ادوبی فلش، آی‌اواس، وی |
| ۲۰۰۸    | راننده خط                         | آی‌اواس، مایکروسافت ویندوز، نینتندو دی‌اس، وی |
| ۲۰۰۹    | سوپر استاکر                       | آی‌اواس، ادوبی فلش |
| ۲۰۰۹    | سوپر استاکر ۲                     | آی‌اواس، ادوبی فلش |
| ۲۰۰۹    | شکل را شکل بده                    | آی‌اواس، ادوبی فلش |
| ۲۰۱۰    | سوپر استاکر پارتی                 | شبکه پلی‌استیشن |
| ۲۰۱۱    | شکار شده: آهنگری شیطان            | مایکروسافت ویندوز، پلی‌استیشن ۳, اکس‌باکس ۳۶۰ |
| ۲۰۱۲    | خردکن اچ‌دی                        | مایکروسافت ویندوز، اویا، شبکه پلی‌استیشن، اکس باکس لایو                                                                                                 |
| ۲۰۱۴    | ویست‌لند ۲                         | لینوکس، مک‌اواس، مایکروسافت ویندوز، نینتندو سوئیچ، پلی‌استیشن ۴، اکس‌باکس وان                                                                             |
| ۲۰۱۷    | عذاب: موج نومنرا                  | لینوکس، مک‌اواس، مایکروسافت ویندوز، پلی‌استیشن ۴، اکس‌باکس وان                                                                                            |
| ۲۰۱۷    | داستان جادوگر                     | مایکروسافت ویندوز |
| ۲۰۱۸    | داستان شاعر ۴: پشته عمیق          | لینوکس، مک‌اواس، مایکروسافت ویندوز، پلی‌استیشن ۴، اکس‌باکس وان                                                                                            |
| ۲۰۲۰    | ویست‌لند ریمستر                    | مایکروسافت ویندوز، اکس‌باکس وان |
| ۲۰۲۰    | ویست‌لند ۳                         | لینوکس، مک‌اواس، مایکروسافت ویندوز، پلی‌استیشن ۴، اکس‌باکس وان                                                                                            |
| ۲۰۲۰    | نقطه یخبندان وی‌آر: زمینه‌های اثبات | مایکروسافت ویندوز |
| کنسل‌شده | سرقت                              | مایکروسافت ویندوز، پلی‌استیشن ۳، اکس‌باکس ۳۶۰ |